# 唐魚
唐魚（學名：Tanichthys albonubes），又稱白雲山魚、白雲山燈、白雲金絲魚、紅翅魚、紅尾魚、金絲燈、廣東細鯽、潘氏細鯽，是輻鰭魚綱鲤形目鯉科的一種。

## 分布
唐魚由中國魚類學家林書顏於1932年在白雲山發現，一度被認為已經於野外滅絕，至近年才重新於野外發現。 目前分佈在广州白雲山的小河，以及从化，花都，深圳，汕尾和惠州，唐魚亦發現於越南北部廣寧省下龍流域，在澳洲，哥倫比亞和馬達加斯加曾發現水族養殖逃出的個體。2009年陈辈乐與陈湘粦於海南發現新的唐魚野生族群。
現被列入中國國家二級保護動物；在《中國瀕危動物紅皮書》的瀕危等級設為絕跡，並列入《國家水生野生動物保護名錄》中。而唐魚的香港種群已滅絕，粉嶺的唐魚發現地亦已建作公共屋邨。

## 特徵
本於魚體細長呈綠色，身上有一條帶藍色的金黃色條紋，從眼睛一直延伸至尾柄末端，在有紅斑的黑斑處結束。背鰭、腹鰭和臀鰭的邊緣呈紅色，黃色或白色，鱗片有黑邊。體長約4公分。

## 生態
本種是唐魚屬（Tanichthys）的模式種，模式標本產地為廣州白雲山。多棲息於在淡水溪流。1980年代時曾以為唐魚已抵抗不了過度伐林引致土壤侵蝕，河流改道，污染以及食蚊魚等入侵種競爭等環境退化問題而野外滅絕，但其後於2007年在廣東從化和增城找到了小群的野生唐魚。廣州水生動物救護中心曾多次進行唐魚的人工放流。屬雜食性，喜群游，性情溫和。

## 經濟利用
人工飼養個體常見，為受歡迎的觀賞魚，適合生活於弱酸水中，性情溫和，主要活動於水中上層。接受食物很廣，可餵食一般乾糧或紅虫，可與其他大小相近的魚類混養，容易飼養。雌魚肥碩夏季可移至室外飼養。可容忍低至攝氏5度的水溫。繁殖是以散性卵的方式，人工環境下易繁殖，但應保護魚卵免受親魚吞食。本種在人工養殖下亦繁殖出多種變種。